# Эйлатские горы
Эйлатские горы (ивр. הרי אילת‎ Харей Эйлат) — название горного хребта в Южном Негеве, Израиль.

## Топонимика
Горы получили название от города Эйлат, который, в свою очередь получил название от библейского города Эйлот (Eiloth), располагавшегося на месте нынешнего города Эйлат.

## Характеристика
В состав Эйлатских гор входит цепь горных хребтов Тимна.
К максимальным вершинам гор относится гора Езекии (838 м.) и гора Соломона (705 м.). Для стороннего наблюдателя кажется, что вторая гора выше Езекии, хотя это не так.
В гряде хребтов Эйлатских гор находятся и более низкие — Рамат-Йотам. В 1986 году район Эйлатских гор объявлен заповедником.
Горные породы сложены из песчаников, магматических и вулканических пород. Железо в породе окрашивает горы в чёрно-фиолетовые и красные цвета.